# Tricloroetilenă
Tricloroetilena este un compus chimic și un compus halogen utilizat în mod obișnuit ca solvent industrial. Este un lichid clar neinflamabil, cu un miros dulce. Nu trebuie confundat cu 1,1,1-tricloroetanul similar, cunoscut în general sub denumirea de "cloroten". Este clasificat  cancerigen de grupul 1 (cert cancerigen pentru om conform clasificării).